# أبو إسحاق المروزي
أبو إسحاق إبراهيم بن أحمد بن إسحاق المروزي هو فقيه شافعي، وأستاذ الفقه في زمانه، إمام في الفتوى والتدريس. درس الفقه علي يد أبي العباس بن سُرَيج، وكتب كتبا كثيرة. كان من أصحاب المزني وشرح مختصره. عاش أغلب عمره ببغداد –وإليه ينسب درب المروزي– ثم ذهب لمصر في أواخر عمره حيث دفن فيها.
توفي في 9 رجب سنة 340هـ، الموافق الخميس 11 ديسمبر 951 م ودفن بالقرب من مدفن الإمام الشافعي.

## التعريف به وحياته
الإمام الكبير، شيخ الشافعية، وفقيه بغداد أبو إسحاق إبراهيم بن أحمد المروزي، صاحب أبي العباس بن سريج، وأكبر تلامذته.
اشتغل ببغداد دهرا، وصنف التصانيف، وتخرج به أئمة كأبي زيد المروزي، والقاضي أبي حامد أحمد بن بشر المروروذي مفتي البصرة، وعدة.
شرح المذهب ولخصه، وانتهت إليه رئاسة المذهب أي رئاسة مذهب الشافعية في مصر.
ثم إنه في أواخر عمره تحول إلى مصر، فتوفي بها في رجب في تاسعه، وقيل في حادي عشره سنة أربعين وثلاثمائة ودفن عند ضريح الإمام الشافعي ولعله قارب سبعين سنة.
وإليه ينسب ببغداد درب المروزي الذي في قطيعة الربيع.
وذكر ابن خلكان -رحمه الله - أن أبا بكر بن الحداد صاحب «الفروع» من تلامذة أبي إسحاق المروزي فلعله جالسه وناظره، وإلا فابن الحداد أسن منه، ولكنه عاش بعد المروزي قليلاً.
وذكر ياقوت الحموي في معجم البلدان أن له كتابا في أصول الفقه وكتابا في الشروط.